# Знамя труда (стадион)
«Зна́мя труда́» — многоцелевой стадион в подмосковном Орехово-Зуево, одно из старейших сооружений города.

## История
Стадион «Знамя труда», как и футбольный клуб, является старейшим из ныне действующих в стране. Строительство началось после 1912 года под руководством английских специалистов.
Открытие состоялось 7 апреля 1914 года: ореховская команда принимала студенческую сборную Лондонского университета. Вокруг поля в три ряда стояли лавочки, на западной стороне — павильон и большая трибуна. По общему мнению, это был лучший футбольный плац Российской империи.
В 2019 году началась масштабная реконструкция стадиона, с началом которой натуральное поле было заменено на искусственное. Открыт после реконструкции 19 сентября 2020 года в честь 103-летия города Орехово-Зуево. Первый официальный матч после обновления состоялся 29 августа 2021 года.
В сезоне 2022/23 стадион некоторое время являлся домашним для команды футбольного клуба «Балашиха», игравшей во Второй лиге.